# ويليام كانون
ويليام كانون (بالإنجليزية: William Cannon)‏ (11 سبتمبر 1871 في أستراليا - 29 أبريل 1933) هو لاعب كريكت أسترالي. لعب مع فريق فكتوريا للكريكت.

## وصلات خارجية
- ويليام كانون على موقع إي آس بي آن كريك إنفو (الإنجليزية)